# جعفرخان (مقاطعة دلفان)
جعفرخان (بالفارسية: جعفرخان) هي قرية تقع في قسم ايتيوند الجنوبي الريفي (مقاطعة دلفان) في إيران. يقدر عدد سكانها بـ 33 نسمة بحسب إحصاء 2016.